# 阿黎博里省
阿黎博里省是貝寧的12個省份之一，位於該國東北部，下分6縣，首府康迪，北臨尼日爾，東北面是尼日利亞，南接博爾古省，西南面是阿塔科拉省，西北面是布基納法索，面積25,683平方公里，2006年人口595,196。

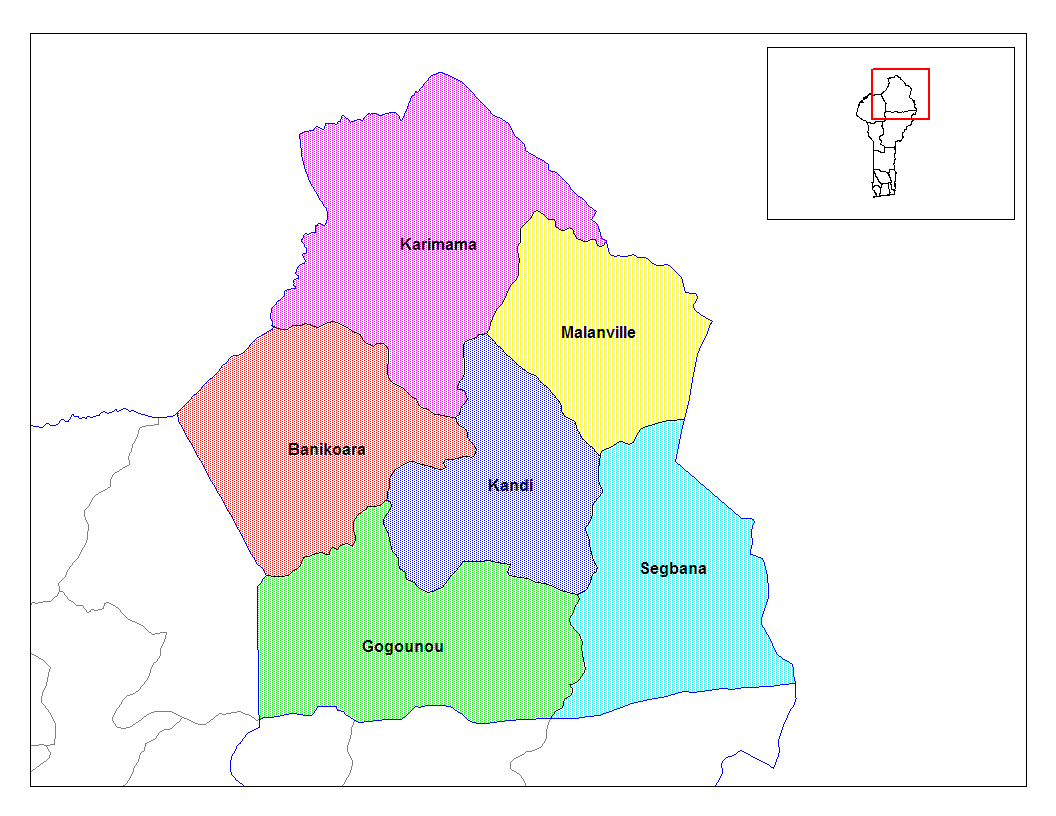
阿黎博里省的縣份